# دشمن‌زیاری

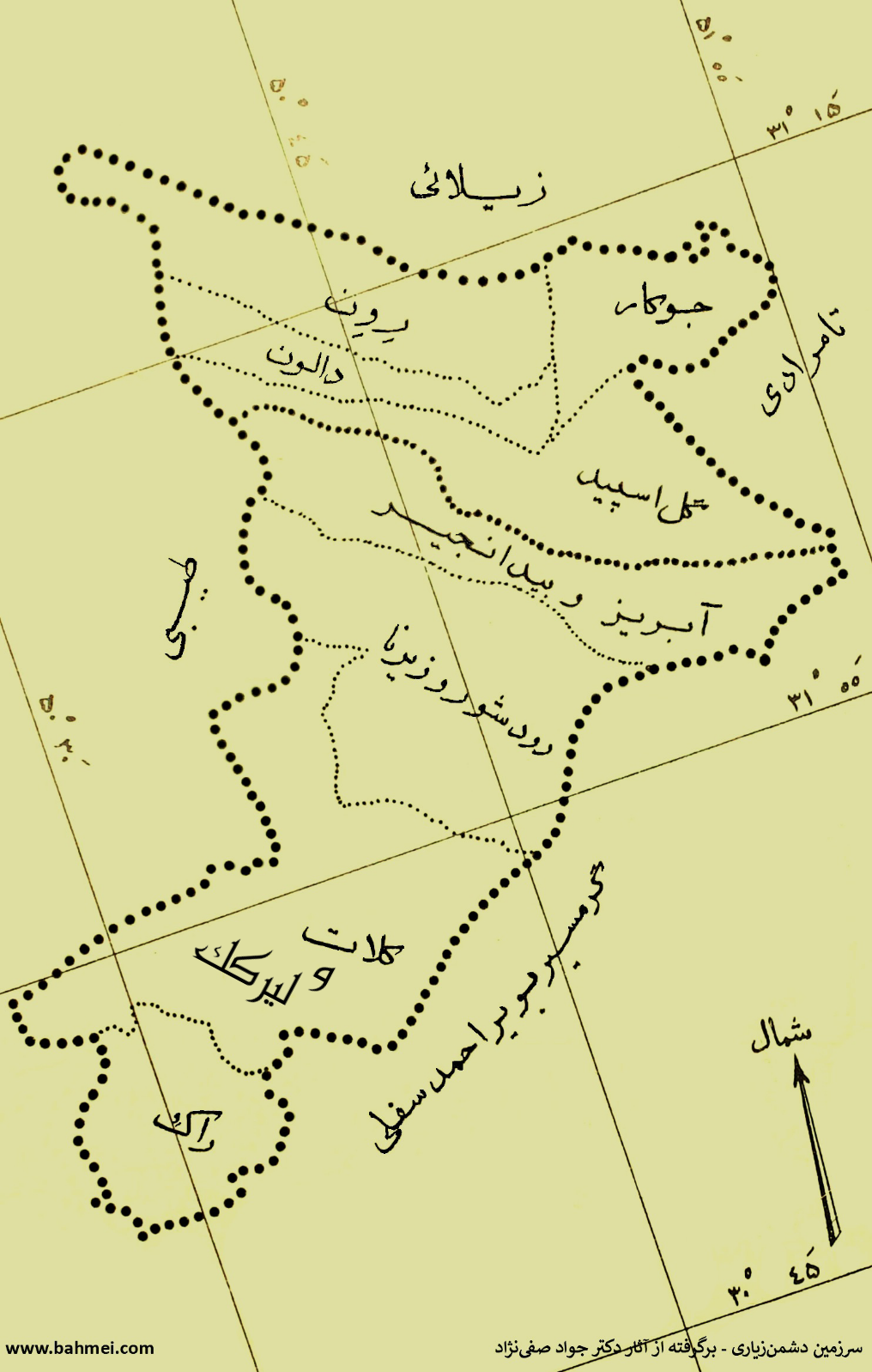
نقشه جغرافیایی ایل دشمن زیاری کهگیلویه

دُشمَن زیاری یکی از ایلات لر جنوبی ساکن در استان‌های فارس ، کهگیلویه و بویراحمد و بوشهر که شامل دو شاخه دشمن زیاری کهگیلویه و دشمن زیاری ممسنی است. ایل دشمن زیاری جزو چهاربُنیچه از ایل جاکی از ایلات شش‌گانه کهگیلویه در جنوب غربی ایران محسوب می‌شود.
آنچه که در نواحی نورآباد مَمَسَنی توقف دارند آنها را دشمن زیاری مَمَسَنی گویند و آنچه در کهگیلویه توقف دارند، آنها را دشمن زیاری کهگیلویه گویند و دشمن زیاری کهگیلویه دوقسمت شده یکی را " الیاسی " و دیگری را " گشتاسبی " گویند و هریک چندین تیره گشته‌اند مانند: باوردیناری، بویری، سلطانی، سودیناری، شیر محمدی، قلندری، این شش تیره از الیاسی است و میراحمدی، از گشتاسبی است و کلانتر دشمن زیاری در قدیم از تیره گشتاسب بود و شمارِ تمام این تیره‌های دشمن زیاری از چهارصد خانوار نگذرد و در دولت نادرشاهی، محمدخان گشتاسبی دشمن زیاری کلانتر این ناحیه و ضابط تمام " چهار بنیچه جاکی " کهگیلویه بود و خانه عالی در قصبه " دِهدَشت " بساخت و سالها به بزرگی گذرانید و تا کنون آن خانه و توابع آن برای استحکامی آن از گچ و سنگ باقی است و بعد از وفات محمدخان گشتاسبی کلانتری این ناحیه به فریدون خان اِلیاسی قرار گرفت و بعد از وفات او پسرش جمشیدخان به جای پدر نشست و بعد از وفات او پسرش رستم خان دشمن زیاری به کلانتری برقرار گردید و تا کنون باقی است. این روایت مغایر با روایات مورخان بنام و همچنین روایات شفاهی مردم می‌باشد، چراکه پس از محمدخان گشتاسبی فرزندش محمدزکیخان گشتاسبی و سپس اسدالله‌خان خان، کریمخان، شهبازخان، محمدجعفرخان و نهایتاً علیرضا خان به کلانتری ایل دشمن‌زیاری رسیدند.
چنانچه بیان می‌شود این ایل به جنگاوری شهره بود و در لشکرکشی نادر شاه افشار به هندوستان، عده‌ای از جنگاوران دشمن زیاری به فرمانِ خانِ گشتاسبی در لشکر نادر شاه در نبرد کرنال حضور داشتند. همچنین شاه افشار در جنگ‌های ایران و عثمانی از سربازان دشمن زیاری بهره بسیار جسته، شهرت دشمن‌زیاری‌ها در عصر صفویه در فتح جزیره هرمز و بغداد به اوج رسید، در این زمان گشتاسبی‌ها به دلیل اعتقاد به مذهب تشیع مهم‌ترین حامی شاهان صفوی در کهگیلویه بودند، پس از شکست زندیان و کشته شدن لطفعلی خان زند، دشمن‌زیاری‌ها توسط قاجاریان سرکوب شدند و مرکز حکومت خان دشمن زیاری (شهر دهدشت کنونی) به دست قاجاریان تسخیر و غارت شد. در دوره زندیه از خط راس دنا تا جزیره خارک توسط حاکم دشمن زیاری «محمدزکی خان گشتاسبی» که سکه به نام خویش ضرب کرد اداره می‌شد.
در متون صفوی عنوان چرام ممسنی آمده است. کتاب ریاض الفردوس خانی، اثر حسینی منشی، کتابت به عهد شاه سلیمان صفوی و حاکمیت محمد زمان خان به عنوان حاکم نشین کهگیلویه آمده است:
چرام از مضافات بلاد شاپور است ،....... این محال مخصوص لرهای ممسنی بلاد شاپور باشد و اساس طوایف ایشان برین موجب است؛ "گشتاسبی، کرشابی، زیلایی، بادلانی، تومانی، دلاوری، دشمن زیاری، سر کوهکی، چهارروستاق، گیوه مویی، حسن عالی، اردشیری، عباسی، قلندری "
جمعیت کل ایل دشمن زیاری در ایران بیش از ۲۰۰۰۰۰ نفر برآورد شده است.

## طوایف

### شاخه دشمن زیاری کهگیلویه

#### طوایف این ایل در کهگیلویه متشکل از طایفه‌های
- سلطانعلی (سلطلی)
- الیاسی
- گشتاسبی
- شیخعالی
- بویری
- قلندری

#### طوایف این ایل در گچساران
- گشتاسبی

#### طوایف این ایل در چرام
- گشتاسبی

#### طوایف این ایل در بهبهان
- گشتاسبی

#### طوایف این ایل در زیدون
- گشتاسبی

#### طوایف این ایل در آبادان
- گشتاسبی

#### طوایف این ایل در خوزستان
- گشتاسبی

### شاخه دشمن زیاری ممسنی

#### طوایف این ایل در فارس (ممسنی)
- گشتاسبی
- سلطانی
- منگودرزی‌های اولاد میرزاعلی
- مهمیدی
- مشایخ شیخ ممویی (بوآ)
- حسنی
- کلاه سیاه
- تیرتاج ساکن شهرستان ممسنی
- عسکری

و همچنین طایفه قلی ساکن شبانکاره استان بوشهر

## جغرافیا
مردم این ایل کم و بیش در اکثر مناطق ایران به ویژه جنوب کشور پراکنده‌اند اما بخش اعظم ایل دشمن‌زیاری در استان کهگیلویه و بویراحمد شهرستان کهگیلویه (در روستاهای کلات، کوشک دشمن زیاری، گچی، زیرنا، آبریز، سرخون، برافتاب، لیرکک، راک، گندک، کنجه زار، داریاب، درهٔ کل، قلعه دختر، گاودانه، چم مورد، سه گدار، کری، بیدانجیر، مله سبز، قلعهٔ گل، دشت قاضی، دشت بن، ده شیخان و … و مناطق سردسیری دالون و جوکار) ساکن هستند. بخش دیگری از این ایل به‌صورت پراکنده واقع در گچساران، بویراحمد و استان فارس به‌طور عمده در دشمن زیاری در شهرستان ممسنی، شهرستان بیضا، شهرستان سپیدان و بخش چنارشاهیجان از استان فارس هستند که از قدیم در این منطقه بوده‌اند.
یکی از طوایف ایل دشمن زیاری به‌نام طایفه قلی نیز از کلاه‌سیاه واقع دردشمن زیاری از ممسنی در استان فارس به یکی از بخش‌های دشتستان در استان بوشهر به‌نام ده‌کهنه که امروزه شبانکاره نام دارد کوچ نمودند.

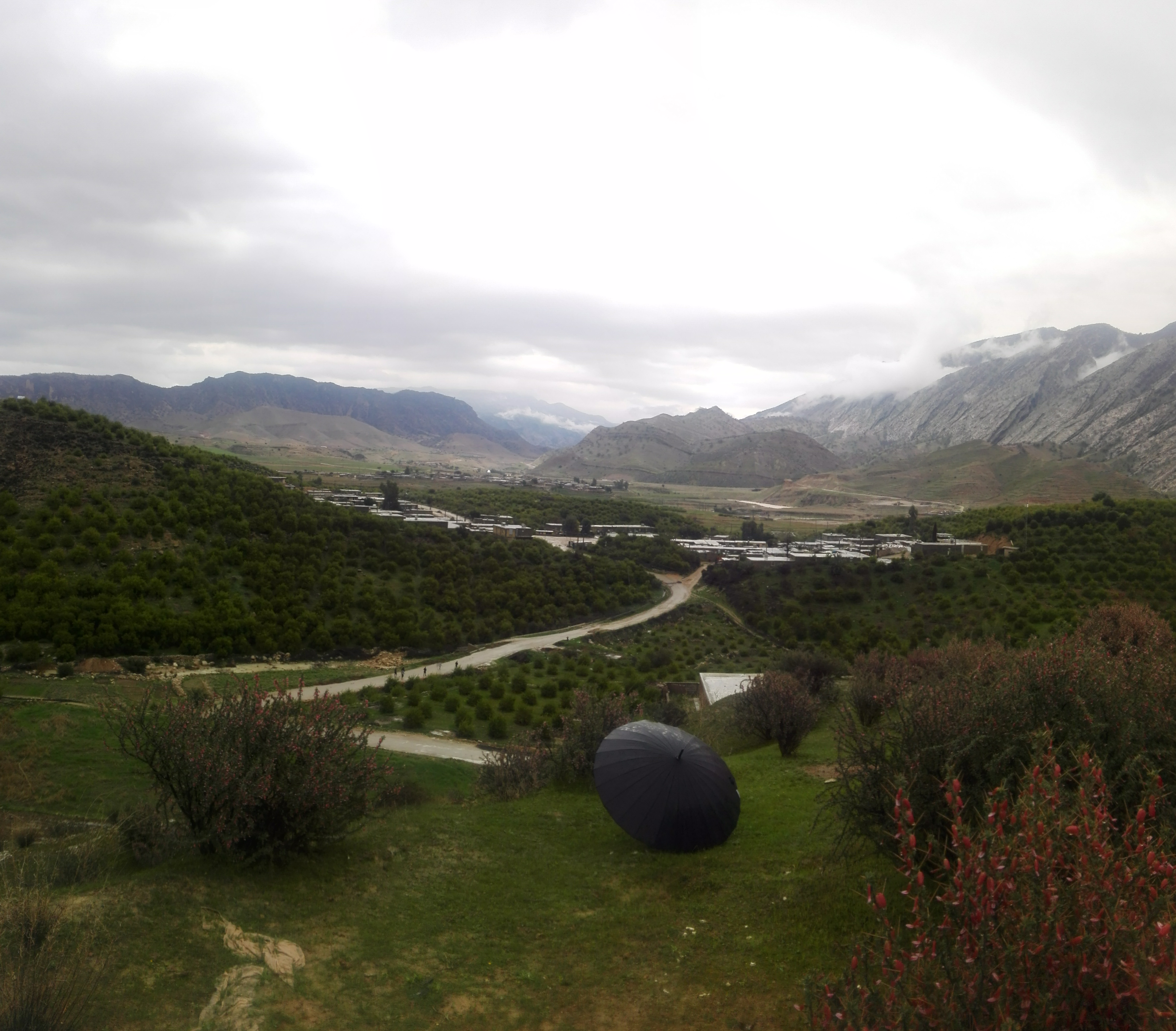